# Queenvic kelty
Queenvic kelty is een spinnensoort uit de familie Lamponidae. De soort komt voor in Zuid-Australië en Victoria.